# Was Schulmädchen verschweigen
Was Schulmädchen verschweigen ist ein deutscher Sexfilm von Ernst Hofbauer aus dem Jahr 1973, der im Zuge der erfolgreichen Schulmädchen-Reihe entstand.

## Handlung
Ein Pädosexueller versucht, ein Schulmädchen zu vergewaltigen, wird jedoch von zwei aufmerksamen jungen Frauen daran gehindert, die ihn k.o. schlagen. Priester und Schularzt diskutieren über den Ablauf, da sich beide Frauen in diesem Fall auszogen, um die Aufmerksamkeit des Mannes auf sich zu ziehen.
Der Schularzt berichtet von einem anderen Fall, bei dem es sich um eine besondere Aufopferung handelte. Dabei ahnte die Tochter Cornelia, dass ihre Mutter Edith mit einem Mann namens Raoul fremdgehen will. Sie belauschte ein Telefonat, in dem sich die Mutter mit dem Mann unweit einer Schönheitsfarm verabredete. Cornelia fährt selbst in den Ort und nimmt sich ein Zimmer in dem Hotel, in dem sich ihre Mutter mit dem Mann treffen will. Bei der Ankunft macht sie sich bei der Anmeldung fünf Jahre älter. Anschließend sucht sie leichtbekleidet nach Raoul, verwickelt ihn in ein Gespräch und verbringt den Abend mit ihm an der Bar. Betrunken zerrt sie ihn auf ihr Zimmer, als er sich in sein Hotelzimmer zur dort bereits wartenden Edith begeben will. Im Zimmer fällt Raoul über Cornelia her. Edith hingegen erfährt später von einem Hotelgast, dass Raoul sich anderweitig vergnügt hat. Die Ereignisse haben Mutter und Tochter enger verbunden, zumal der Vater nichts davon erfuhr, schließt der Schularzt seinen Bericht.
Edith und Cornelia werden von den Freunden Max und Sascha in einem Park gesehen. Max will sie ansprechen, doch blockt Sascha ab. Er hat als „Jungfrau“ Hemmungen, die ihm Max austreiben will. Er lässt ihn in einem Versteck zusehen, wie er sich mit der rothaarigen Lil im Bett vergnügt, auch wenn Sascha sich durch eine Niesattacke fast verrät.
Wenig später organisiert Max für sich und Sascha die jungen Frauen Babs und Elfie und Sascha verliert endlich seine „Jungfräulichkeit“. Nur Hausmeistersfrau Gundula ist im Haus unbefriedigt, beachtet ihr Mann sie doch schon lange nicht mehr als Frau.
Postbote Siegfried, genannt Sigi, hat andere Probleme, liebt er doch vergeblich die Tochter seines Chefs, Burgi. Ihr Vater Wimmer verhindert jeglichen näheren Kontakt, weiß jedoch nicht, dass Burgi längst in Fritz einen Liebhaber gefunden hat. Gemeinsam mit ihren Freunden Georg und Rosl vergnügen sie sich nachts im Postamt, während die Eltern glauben, dass die Kinder lernen. Weil Fritz Burgis Hinterteil dabei mit Poststempeln verziert, ist deren Vater am nächsten Morgen entsetzt, als er die unbekleidet schlafende Burgi weckt. Er eilt wütend zu Sigi, der sich die Beschuldigungen diesmal nicht gefallen lässt und seinerseits Wimmer durch das Dorf jagt.
Auch der Großmeister eines satanischen Kults ist unzufrieden, bringt ihm Fotograf Franz Kuppler doch stets junge Frauen, die entgegen der Abmachung keine Jungfrauen sind. Nur mit einer Jungfrau kann Satan bei der schwarzen Messe, die regelmäßig in Franz’ Kellergewölben veranstaltet wird, befriedigt werden. Über seine Freundin Elfi erfährt Franz von der echten Jungfrau Rosy, die noch zur Schule geht, jedoch bereits mit dem Italiener Mario verlobt ist. Nach Marios Willen soll seine Braut unberührt in die Ehe gehen, sie hat dazu aber keine Lust und ist bereit, Teil der schwarzen Messe zu werden. Der Großmeister bezahlt gut und so trifft Rosy in Franz’ Begleitung ein. Ihr Verschwinden ist Mario nicht verborgen geblieben und er hat sich mit seinen Freunden an die Fersen von Franz’ Wagen geheftet. Rosy wehrt sich heftig, als sie für die Messe auf den Opfertisch gelegt und gefesselt wird. Mario und seine Freunde sind rechtzeitig zur Stelle, verprügeln die vermummten Männer und retten Rosy, die nun wie geplant jungfräulich vor den Traualtar tritt.

## Produktion
Was Schulmädchen verschweigen wurde von Ernst Hofbauer gedreht, der zu diesem Zeitpunkt bereits Regie bei fünf Filmen der Schulmädchen-Reihe geführt hatte. Arbeitstitel war 'Halleluja für Schulmädchen (Schwarze Messe)'. Wie die Schulmädchen-Filme ist auch der im Titel an die Reihe anknüpfende Was Schulmädchen verschweigen in sechs Episoden gegliedert, verzichtet jedoch auf Kommentare aus dem Off.
Gedreht wurde der Film überwiegend in München, die meisten Innenaufnahmen entstanden in der Seidlvilla. Die fünfte Episode wurde im Landkreis Wolfratshausen gedreht.
Mit dem Gespräch von Priester und Schularzt zu Beginn wird ein verbindendes Element geschaffen, das jedoch nach der zweiten Episoden aufgegeben wird. Mit Darsteller Sascha Hehn hatte Hofbauer bereits in Schulmädchen-Report. 4. Teil: Was Eltern oft verzweifeln läßt zusammengearbeitet.

## Veröffentlichung
Was Schulmädchen verschweigen wurde am 3. April 1973 von der Juristenkommission der SPIO unter JK 112 „ab 18 Jahren X“ freigegeben und hatte seinen deutschen Kinostart am 18. Mai 1973.
In der Folgezeit wurde der Film unter anderem in den Vereinigten Staaten, Dänemark und Schweden veröffentlicht, dabei kamen verschiedene Sprach- und Schnittfassungen auf den Markt.
Die Anfang der 1980er Jahre veröffentlichte Fassung auf VHS wurde von der seinerzeitigen Bundesprüfstelle für jugendgefährdende Schriften (BPjS) mit Wirkung vom 29. Oktober 1983 indiziert, die Streichung aus der Liste wegen Zeitablaufs erfolgte am 30. November 2008.
Am 17. September 2010 veröffentlichte die MCP Sound & Media AG den Film auf DVD in Deutschland, es existieren weitere DVD-Fassungen in anderen Ländern.

## Kritik
Der film-dienst fasste den Inhalt von Was Schulmädchen verschweigen mit „Fünf Episoden um angebliche Schülerinnen, die auf kürzestem Wege das nächste Bett ansteuern“ zusammen. Der Film sei ein Machwerk, das zotig und „mit Elementen aus der Klamottenkiste angereichert…“ sei.